# 90 mm/50 Mod. 1938/1939
90 mm/50 Mod. 1938/1939 — 90-миллиметровое корабельное зенитное артиллерийское орудие, разработанное и производившееся в Италии. Состояло на вооружении Королевских ВМС Италии. Была спроектирована компанией Ansaldo, также производилась по лицензии компанией OTO. Различия между моделями были незначительны. Наиболее совершенное зенитное орудие итальянского флота в период Второй мировой войны. Применялись на линейных кораблях типа «Андреа Дориа» и «Литторио». В целом, показало себя недостаточно эффективным, как средство ПВО линкоров. На базе этого орудия была разработана 90-мм/53 зенитная пушка для сухопутных войск и частей ПВО, состоявшее на вооружение до начала 1950-х годов.

## Конструкция
90-мм зенитное орудие разрабатывалось компанией Ansaldo в конце 1930-х годов для замены стандартной среднекалиберной зенитной пушки флота 100 mm/47 OTO Mod. 1928, которая уже не соответствовала требованиям времени, особенно по скорострельности и скоростям наводки. Первые образцы орудия были готовы к 1938 году и в том же году установлены на броненосный крейсер «Сан-Джорджио». Испытания прошли весьма удовлетворительно и было принято решение установить эти пушки на модернизируемые линкоры «Андреа Дориа» и новейшие линкоры «Литторио». Кроме того намечалось вооружить этим орудиями планируемые к закладке лёгкие крейсера типа «Констанцо Чиано».